# Плавунчик водяной
Плавунчик водяной (лат. Haliplus fluviatilis) — вид жуков из семейства плавунчики. Распространён в Европе. Живут в различных стоячих водоёмах, в частности в реках, но также в водных каналах, временных водоёмах с обильной водной растительностью, прудах, прудах-отстойниках, канавах и озёрах. Длина тела 2,5—3,2 мм. Имаго палево-жёлтые; усики и щупики жёлтые. Надкрылья наиболее широкие за плечами, затем по направлению к вершине постепенно и округло сужаются.